# グラネルブルグ隕石
グラネルブルグ隕石（グラネルブルグいんせき、Glanerbrug meteorite）は1990年4月7日、オランダのオーファーアイセル州トゥウェンテのグラネルブルグに落下した隕石である。民家の屋根に落下した。855gほどの破片が回収され、最大の破片は135gであった。2010年までにオランダで発見（目撃）された8個ほどの隕石のうち、最も新しい隕石である。
1990年4月7日午後7時32分頃、ドイツ、オランダ、デンマークで火球が目撃された。グラネルブルグのGronausestraatの民家の屋根を直撃し、翌日屋根裏で多くの破片となった隕石が発見された。L/LL5に分類される石質隕石である。ライデンのオランダ国立自然史博物館に保管されている。